# كاري كي هايم
كاري كي هايم (بالإنجليزية: Carrie Kei Heim)‏ هي محامية وممثلة أمريكية، ولدت في 7 ديسمبر 1973 في اليابان.

## وصلات خارجية
- كاري كي هايم على موقع IMDb (الإنجليزية)
- كاري كي هايم على موقع قاعدة بيانات الفيلم (الإنجليزية)